# Saryesik-Atyrau
Koordinaten: 45° 46′ N, 76° 16′ O

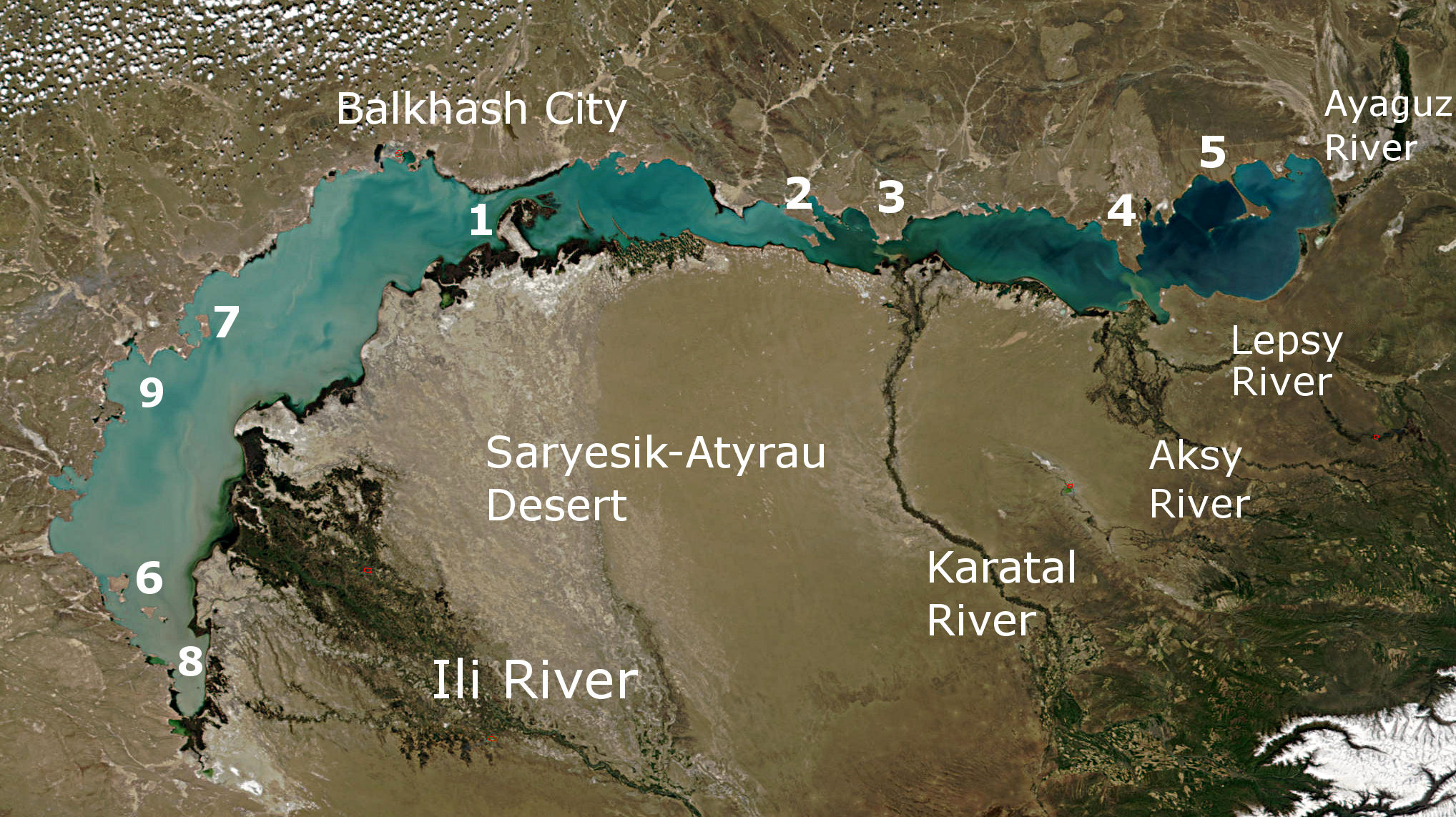
Satellitenbild der Saryesik-Atyrau-Wüste

Die Saryesik-Atyrau-Wüste (kasachisch Сарыесікатырау; russisch Сарыесик-Атырау, Сары-Ишикотрау Sary-Ischikotrau) befindet sich in Zentralasien im Südosten von Kasachstan.
Die Saryesik-Atyrau-Wüste ist eine Sandwüste, die sich zwischen den Flussläufen von Ili im Westen und Qaratal im Osten südlich des Balchaschsees erstreckt. Im westlichen Teil befindet sich eine Sandhügel-Landschaft, die von Trockentälern (Bakanas), ausgetrockneten früheren Flussläufen des Ili, durchschnitten wird.
Im Westen wachsen hauptsächlich Saxaul-Büsche, im Osten dagegen Europa-Hornmelde, Calligonum, Beifuß und Meerträubel. Die Flusstäler von Ili und Qaratal sind von der Tugai-Vegetation gekennzeichnet.